# (3325) TARDIS
(3325) TARDIS es un asteroide que forma parte del cinturón de asteroides y fue descubierto el 3 de mayo de 1984 por Brian A. Skiff desde la Estación Anderson Mesa, en Flagstaff, Estados Unidos.

## Designación y nombre
TARDIS recibió al principio la designación de 1984 JZ.
Más adelante, en 1990, se nombró por la TARDIS, el vehículo que permite al Doctor viajar en el tiempo en la serie Doctor Who.

## Características orbitales
TARDIS orbita a una distancia media de 3,184 ua del Sol, pudiendo alejarse hasta 3,227 ua y acercarse hasta 3,141 ua. Tiene una excentricidad de 0,01357 y una inclinación orbital de 22,22 grados. Emplea 2075 días en completar una órbita alrededor del Sol.

## Características físicas
La magnitud absoluta de TARDIS es 11,4. Tiene 29,66 km de diámetro y se estima su albedo en 0,0553.